# 己烯雌酚
己烯雌酚（英語：Diethylstilbestrol），简称DES，是一种非甾体雌激素类药物，目前很少使用。在过去，它被广泛用于各种适应症，包括为有反复流产史的人提供妊娠支持，为更年期症状和雌激素缺乏提供激素治疗，治疗前列腺癌和乳腺癌，以及其他用途。到2007年，它只用于前列腺癌和乳腺癌的治疗。2011年，胡佛(Hoover)和他的同事报告了与DES相关的不良健康后果，包括不孕不育、流产、宫外孕、先兆子痫、早产、死產、婴儿死亡、更年期提前（45岁）、乳腺癌、宫颈癌和阴道癌。虽然DES最常见的途径是口服，但也可用于其他途径，例如阴道塞剂、皮肤和注射。
己烯雌酚是一种雌激素，或雌激素受体的激动剂，是雌激素（如雌二醇）的靶标。它是乙烯雌酚的一种人工合成的非甾体雌激素，与天然雌激素（如雌二醇）有许多不同之处。与雌二醇相比，己烯雌酚口服后的生物利用度大大提高，对新陈代谢的抵抗力更强，在肝脏和子宫等身体某些部位表现出相对增强的效果。这些差异导致DES有更高的血栓、心血管问题和某些其他不良反应的风险。
己烯雌酚于1938年被发现，并于1939年作为医疗用途。从大约1940年到1971年，这种药物被给予孕妇，因为她们错误地认为它可以降低怀孕并发症和流产的风险。1971年，在子宫内接触过这种药物的人中，DES被证明会导致透明细胞癌，这是一种罕见的阴道肿瘤。美国食品和药物管理局随后撤回了对DES作为孕妇治疗方法的批准。后续研究表明，DES还有可能在接触者的有生之年造成各种严重的不良并发症。
美国国家癌症研究所建议服用己烯雌酚的母亲所生的孩子定期接受特别的体检，以筛查这种药物造成的并发症。在母亲怀孕期间接触DES的人通常被称为“DES女儿”和“DES儿子”。自从发现DES的毒性作用以来，它现在基本已经停产，不在市面销售。

## 性质
己烯雌酚为无色结晶性粉末，几乎不溶于水，溶于有机溶剂。

## 別名
乙菧酚，乙烯雌酚，人造求偶素

## 临床应用
1990年代，仅可证明的己烯雌酚适应症为晚期前列腺癌与绝经后妇女晚期乳腺癌的治疗。
最后一个生产己烯雌酚的美国制药企业-礼来公司在1997年停止生产销售己烯雌酚。

## 副作用
当己烯雌酚每天超过1毫克时，副作用的发生率很高，包括恶心、呕吐、腹部不适、头痛和腹胀(发生率为15-50%)。

### 乳房变化与女性化
接受己烯雌酚治疗后，乳晕的色素沉着通常很深，几乎是黑色的。合成雌激素(如己烯雌酚)所产生的色素沉着要比天然雌激素(如雌二醇)严重得多。这种差异的机制尚不清楚。据报道，孕激素如己酸羟孕酮可以减轻大剂量雌激素治疗引起的乳头色素沉着。
在接受前列腺癌治疗的男性中，DES被发现产生高达41%至77%的男性乳腺发育症幾率。

### 血栓和心血管问题
在关于己烯雌酚作为前列腺癌患者的一种高剂量雌激素疗法的研究中，它与相当大的心血管发病率和死亡率有关。风险是剂量依赖的。每天5毫克的DES剂量与非癌症相关(主要是心血管)死亡人数增加36%有关。此外，静脉血栓栓塞症的发生率高达15%。每天3毫克的DES与9.6%至17%的血栓栓塞症的发生率有关，心血管并发症的发生率为33.3%。较低剂量的DES每天1毫克与14.8%的心血管事件死亡率相关(相对于仅切除的8.3%)。

### 其他长期影响
己烯雌酚与各种长期不良反应有关，例如在怀孕期间和/或在她们的后代中接受治疗的妇女中，这些病症的增加：
- 阴道透明细胞腺癌
- 阴道腺病（英语：vaginal adenosis）
- T形子宫（英语：T-shaped uterus）
- 子宫肌瘤
- 宫颈机能不全
- 乳腺癌
- 不育
- 性腺功能低下
- 所生孩子为双性婴儿的妊娠缺陷
- 抑郁
- 其他症状

1993年的一项全面的动物研究发现，DES有过多的不良反应，例如(但不限于)：
- 遗传毒性(由苯醌代謝物引起)
- 致畸性
- 阴茎和睾丸发育不全
- 隐睾症(大鼠和恒河猴)
- 肝癌和肾癌(地鼠)，卵巢乳头状癌（英语：Papillary thyroid cancer）(犬类)，以及其他癌症
- 恶性子宫间皮瘤(发生在松鼠猴身上)[26]

 还发现了将ADHD与F2代联系起来的证据，表明除了致癌因素外，至少还有一些神经和跨代影响。啮齿动物研究显示，女性生殖道癌和异常可传至F2代，而且有证据表明，DES母亲的孙子孙女会产生不良影响，如月经周期不规律。此外，证据还表明，F2代儿子也会产生跨代效应，比如尿道下裂。
然而，目前还不完全了解DES对人类跨代影响的程度。

## 兽医用途

### 犬類尿失禁
己烯雌酚在治疗由括约肌控制不良引起的雌性犬尿失禁方面取得了非常成功的效果。它仍然可以从销售处方药的药店买到，而且在低剂量(1毫克)下，没有人类用藥如此嚴重的致癌特性。一般每天服用一次，持续七到十天，然后根据需要每周服用一次。

### 促进家畜生长
己烯雌酚的使用量最大的是畜牧业，用于提高肉牛和家禽的饲料转化率。在20世纪60年代，DES被用作肉牛和家禽行业的生长激素。它后来在1971年被发现会致癌，但直到1979年才被逐步淘汰。尽管DES被发现对人类有害，但其兽医用途并未立即停止。截至2011年，在包括中国在内的世界一些地区，DES仍被用作陆生牲畜或鱼类的生长促进剂。

## 生产
己烯雌酚于1938年由Leon Golberg合成。
1960年代，己烯雌酚曾被用于养禽与养牛业。被证实会致癌后于1970年代停止使用。

## 外部連結
- DES Action USA （页面存档备份，存于） and DES Action Canada offer information and resources for DES-exposed persons
- DES Update （页面存档备份，存于） from the U.S. Centers for Disease Control and Prevention
- DES Booklets from the U.S. National Institutes of Health (circa 1980)
- DES Follow-up Study （页面存档备份，存于） longterm cohort study of DES-exposed persons (including the DES-AD Project)
- DES Cancer Network （页面存档备份，存于） offers support for DES cancer victims and their families
- National Cancer Institutes's Cancer Information Service （页面存档备份，存于）
- University of Chicago DES Registry  of patients with CCA (clear cell adenocarcinoma) of the vagina and/or cervix.

1. 1 2 3 4
2. ↑  Elks J. . Springer. 14 November 2014: 396–. ISBN 978-1-4757-2085-3.
3. 1 2 3 4 5  Kuhl H.  (PDF). Climacteric. August 2005, 8 (Suppl 1): 3–63  [2023-06-06]. PMID 16112947. S2CID 24616324. doi:10.1080/13697130500148875. （原始内容存档 (PDF)于2016-08-22）.
4. ↑  Watkins ES. . JHU Press. 16 April 2007: 26–  [2023-06-06]. ISBN 978-0-8018-8602-7. （原始内容存档于2024-05-12）.
5. ↑  . dceg.cancer.gov. 20 November 2012  [3 September 2020]. （原始内容存档于2023-02-08）.
6. 1 2 3 4 5 6 7  Veurink M, Koster M, Berg LT. . Pharm World Sci. June 2005, 27 (3): 139–43. PMID 16096877. S2CID 12630813. doi:10.1007/s11096-005-3663-z.
7. ↑  Feldberg GD, Ladd-Taylor M, Li A. . McGill-Queen's Press - MQUP. 2003: 103–  [2023-06-06]. ISBN 978-0-7735-2501-6. （原始内容存档于2023-01-14）.
8. ↑  . United States Department of Health and Human Services: Centers for Disease Control and Prevention.   [2011-06-30]. （原始内容存档于2020-12-11）.
9. ↑  . National Cancer Institute.   [2011-06-30]. （原始内容存档于2015-02-23）.
10. ↑  Arnold A. . Broadly. January 5, 2017  [2023-06-06]. （原始内容存档于2020-08-14）.
11. ↑  Coelingh Bennink HJ. . Maturitas. April 2004, 47 (4): 269–275. PMID 15063479. doi:10.1016/j.maturitas.2003.11.009.
12. ↑  Swyer GI. . Br Med J. April 1959, 1 (5128): 1029–31. PMC 1993181 . PMID 13638626. doi:10.1136/bmj.1.5128.1029. [Diethylstilbestrol] suffers from the serious drawback that in doses above 1 mg. a day it is likely to produce nausea, vomiting, abdominal discomfort, headache, and bloating in a proportion of patients varyingly estimated from 15 to 50%.
13. 1 2 3 4
14. 1 2  Dell Castillo EB, Argonz J. . Acta Endocrinologica. April 1954, 15 (4): 299–312. PMID 13157878. doi:10.1530/acta.0.0150299.
15. ↑  Labhart A. . Springer Science & Business Media. 6 December 2012: 720–  [2023-06-06]. ISBN 978-3-642-96158-8. （原始内容存档于2024-05-12）.
16. ↑  Davis ME, Boynton MW. . The Journal of Clinical Endocrinology & Metabolism. 1941, 1 (4): 339–345. ISSN 0021-972X. doi:10.1210/jcem-1-4-339.
17. ↑  Davis ME, Boynton MW, Ferguson JH, Rothman S. . The Journal of Clinical Endocrinology & Metabolism. 1945, 5 (3): 138–146. ISSN 0021-972X. doi:10.1210/jcem-5-3-138.
18. ↑  Lewis RM. . The Yale Journal of Biology and Medicine. December 1939, 12 (2): 235–8. PMC 2602231 . PMID 21433876.
19. ↑  Lisser H, Curtis LE. . The Journal of Clinical Endocrinology and Metabolism. October 1947, 7 (10): 665–87. PMID 20270944. doi:10.1210/jcem-7-10-665.
20. ↑  Hamblen EC. . American Journal of Obstetrics and Gynecology. 1943, 45 (1): 147–160. ISSN 0002-9378. doi:10.1016/S0002-9378(43)90672-6.
21. ↑  Crowley LG, Macdonald I. . Cancer. April 1965, 18 (4): 436–46. PMID 14278040. doi:10.1002/1097-0142(196504)18:4<436::aid-cncr2820180407>3.0.co;2-d .
22. ↑  Di Lorenzo G, Autorino R, Perdonà S, De Placido S. . Lancet Oncol. December 2005, 6 (12): 972–9. PMID 16321765. doi:10.1016/S1470-2045(05)70464-2.
23. 1 2 3 4 5
24. ↑  Phillips I, Shah SI, Duong T, Abel P, Langley RE. . Oncol Hematol Rev. 2014, 10 (1): 42–47. PMC 4052190 . PMID 24932461. doi:10.17925/ohr.2014.10.1.42.
25. ↑  Marselos M, Tomatis L. . European Journal of Cancer. 1993, 29A (1): 149–155. PMID 1445734. doi:10.1016/0959-8049(93)90597-9.
26. ↑  Kioumourtzoglou MA, Coull BA, O'Reilly ÉJ, Ascherio A, Weisskopf MG. . JAMA Pediatrics. July 2018, 172 (7): 670–677. PMC 6137513 . PMID 29799929. doi:10.1001/jamapediatrics.2018.0727 .
27. ↑  Titus-Ernstoff L, Troisi R, Hatch EE, Wise LA, Palmer J, Hyer M,  et al. . International Journal of Epidemiology. August 2006, 35 (4): 862–868. PMID 16723367. doi:10.1093/ije/dyl106 .
28. ↑  Kalfa N, Paris F, Soyer-Gobillard MO, Daures JP, Sultan C. . Fertility and Sterility. June 2011, 95 (8): 2574–2577. PMID 21458804. doi:10.1016/j.fertnstert.2011.02.047 .
29. ↑  . Merck Veterinary Manual. Merck Veterinary Manual.   [30 November 2012]. （原始内容存档于2023-04-29）.
30. ↑  Harris RM, Waring RH. . Maturitas. June 2012, 72 (2): 108–12. PMID 22464649. doi:10.1016/j.maturitas.2012.03.002.
31. ↑  Gandhi R, Snedeker S.  (PDF). Fact Sheet #37, June 2000. Program on Breast Cancer and Environmental Risk Factors, Cornell University. 2000-06-01  [2011-07-20]. （原始内容存档于2011-07-19）.
32. ↑  Liu, WJ,  et al. . International Journal of Environmental Research and Public Health. 2018, 15 (3): 452. PMC 5876997 . PMID 29510598. S2CID 4711788. doi:10.3390/ijerph15030452 .